# Centre hospitalier universitaire de Tizi Ouzou
Pour les articles homonymes, voir Tizi Ouzou (homonymie).
Le Centre hospitalier universitaire de Tizi Ouzou, Centre hospitalo-universitaire de Tizi Ouzou ou CHU de Tizi Ouzou est un cadre administratif qui gère les structures sanitaires de la commune de Tizi Ouzou dans la Grande Kabylie en Algérie. Il relève de la Direction de la Santé et de la Population de la Wilaya de Tizi Ouzou.

## Géographie

### Localisation
Le CHU de Tizi Ouzou se situe au centre de la ville de Tizi Ouzou.

### Accès

#### Téléphérique
Annoncé à la réception en 2016, le projet de réalisation d'un téléphérique à Tizi Ouzou avait été annoncé dès 2008 pour relier la gare multimodale de Kaf Naâdja (Bouhinoune) au mont de Sidi Belloua (Redjaouna), et avait entamé ses travaux dès le mois de novembre 2011.
Dans l'approche préliminaire présentée en 2009, il a été dégagé les grandes lignes du projet du téléphérique de Tizi Ouzou, notamment le nombre de haltes depuis la gare mixte (ferroviaire et terrestre) de Bouhinoune, ouverte à la fin du mois d'août 2011, en passant par le centre et l'ancienne ville de Tizi Ouzou, puis par l'hôpital Sidi Belloua jusqu'au mausolée de Sidi Belloua à Redjaouna.

#### Hélicoptère sanitaire
Une réflexion est en cours en 2014 pour la dotation du CHU de Tizi Ouzou d'une station d'hélicoptère sanitaire.
Il s'agira d'un hélicoptère, ou de plusieurs, basé de façon permanente au CHU de Tizi Ouzou et consacré exclusivement à des missions sanitaires de transport de patients.
La zone de stationnement de l'hélicoptère sera proche de l'enceinte des services hospitaliers afin d'éviter l'usage d'un véhicule intermédiaire. Elle devra être protégée, éclairée et homologuée.
La configuration sanitaire de l'appareil volant devra être permanente.
Le matériel médical embarqué sera standardisé et approuvé.
La disponibilité immédiate concernera l'équipe médicale des urgences du CHU de Tizi Ouzou, mais également le pilote qui bénéficiera de locaux d'hébergement dans l'hôpital même.
Grâce à la généralisation des numéros verts et à l'utilisation du système GPS, l'intervalle entre la survenue de l'urgence médicale dans les quelque 1000 villages de la wilaya de Tizi Ouzou et la réception de l'alerte aura tendance à diminuer.
L'hélicoptère sanitaire réduira le délai de réponse médicale après l'alerte et le signalement dans tout le périmètre de la wilaya de Tizi Ouzou.

## Histoire
L’hôpital NEDIR Mohamed a été inaugurée le 28 juillet 1955. À cette époque, ce dernier comportait un nombre restreint de disciplines médicales. En 1974, l’hôpital régional de Tizi Ouzou devient un secteur sanitaire grâce aux différentes unités de santé qui lui étaient reliées. En 1982, le secteur sanitaire de Tizi Ouzou se voit transformer en Secteur Sanitaire Universitaire (SSU) et ceci par l'ouverture de la formation biomédicale pluridisciplinaire.
Le Centre Hospitalier Universitaire (CHU) est une institution publique à caractère administratif rattaché au ministre de la santé, crée par le décret n°86/25 du 11 février 1986, complété et modifier par le décret n°86/294 du 16 décembre 1986.
Le siège du CHU de TIZI OUZOU est fixé à l’hôpital NEDIR Mohamed.
La commune de Tizi Ouzou a été ainsi dotée d'un Centre hospitalier universitaire (CHU) le 16 décembre 1986, constitué de deux hôpitaux principaux d’une capacité de 900 lits comptant 3487 employés dont 981 constituent l’effectif médical, 1067 paramédicaux et psychologues, ainsi que 1439 éléments du personnel administratif et autres répartis en 42 services implantés à l’Hôpital Nedir Mohamed et l'Hôpital Sidi Belloua.

## Direction
| Directeur général | Début | Fin  |
| ----------------- | ----- | ---- |
| Mr zegar Hacene   | 1998  | 2004 |
| Mr Abbes Ziri     | 2011  | 2014 |

## Données
|      | Lits | Employés | Médecins | Paramédicaux et psychologues | Personnel administratif | Services médicaux |
| 2009 |      |          | 556      | 870                          |                         |                   |
| 2010 | 1033 |          |          |                              |                         |                   |
| 2011 |      |          |          |                              |                         | 19                |
| 2012 | 890  |          |          |                              |                         | 31                |
| 2013 | 900  | 3487     | 981      | 1067                         | 1439                    | 42                |
| 2014 | 1100 |          |          |                              |                         | 42                |

## Consultations médicales
|      | Consultations |
| 2007 |               |
| 2008 |               |
| 2009 |               |
| 2010 |               |
| 2011 | 118334        |
| 2012 | 194901        |
| 2013 | 199126        |
| 2014 |               |

## Hôpitaux publics

### Hôpitaux publics
- Hôpital Nedir Mohamed.
- Hôpital Sidi Belloua.
- Hôpital nouveau de 500 lits.

### Hôpitaux privés
Le CHU de Tizi Ouzou encadre 12 établissements hospitaliers privés implantés dans la ville de Tizi Ouzou.
En 2010, ces structures de santé privées totalisaient une capacité de 260 lits.

## Établissements hospitaliers spécialisés (EHS)

### EHS en Gynécologie–Obstétrique "Tassadit Sbihi"
Un établissement hospitalier spécialisé (EHS) de 82 lits en gynécologie–obstétrique "Tassadit Sbihi" est rattaché au CHU de Tizi Ouzou.

### EHS en Psychiatrie "Hanafi Fernane"
Un établissement hospitalier spécialisé (EHS) de 330 lits en Psychiatrie "Hanafi Fernane" à Oued Aïssi est rattaché au CHU de Tizi Ouzou.

## Centres médicaux

### Centres d’hémodialyse
Le CHU de Tizi Ouzou encadre 03 centres d’hémodialyse implantés dans la ville de Tizi Ouzou et dotés de 56 postes de dialyse pour
malades insuffisants rénaux.

### Centre de désintoxication
Un centre d’étude, de recherche et de traitement des addictions ouvrira ses portes en juillet 2015 au CHU de Tizi Ouzou.
Ce service permettra de soigner toutes sortes d’addictions (dépendance à la drogue, à l’alcool et au tabac).
Outre des cures de sevrage, ce service assurera le suivi thérapeutique des patients à moyen et long termes.
Cette infrastructure sanitaire aura également comme mission la recherche scientifique en matière d’addictologie.
Une étude de terrain sur ce fléau est préparée avec l’équipe du service psychiatrie du CHU de Tizi Ouzou.
Ce travail de recherche s’intéressera à la communauté estudiantine et aux élèves des cycles moyen et secondaire de la région.
Le but recherché à travers cette enquête anonyme est d’avoir un état des lieux réel de l’évolution de ce fléau au sein de la population ciblée pour permettre de sortir avec des recommandations et des orientations qui pourront contribuer certainement à mieux connaître la toxicomanie et par ricochet réduire ses effets.
La lutte contre la polytoxicomanie doit passer par une prise en charge pluridisciplinaire.
Pour répondre à la demande des patients en matière de prise en charge médicale, ce centre de désintoxication sera doté de plusieurs services.
Il s’agit notamment du centre antidouleur, deux laboratoires d’électrophysiothérapie, des salles de consultation, d’ergothérapie, de psychothérapie et de repos, des chambres d’isolement, un centre de sommeil, une consultation de psychiatrie ainsi que des espaces de divertissement.
Les travaux de réalisation de ce projet lancé en 2010 ont atteint un taux d’avancement de l’ordre de 60% en 2014.
D’une capacité d’accueil de 40 lits, le projet du futur centre de désintoxication de Tizi Ouzou, bâti sur un terrain de 600 m2, a été doté d’un budget estimé à 143 millions de dinars algériens.

## Cliniques

### Cliniques médicales
Une clinique médicale était en voie de réalisation dans la ville de Tizi Ouzou en 2010.

### Polycliniques
En 2010, Le CHU de Tizi Ouzou avait enregistré la promotion de 3 centres de santé érigés en polycliniques.

## Salles de soins
En 2008, sur les 268 salles de soins que comptait la wilaya de Tizi Ouzou, 17 salles étaient fermées tandis que 100 n'étaient pas du tout médicalisées, alors que 4 salles ne fonctionnaient plus car elles étaient squattées par des familles.
À cela s'ajoutait la fermeture de 3 autres salles pour insécurité.
Une salle de soin était en travaux, une autre détruite par les intempéries, une autre ne répondait pas aux normes, alors que 5 autres salles de soins ne disposaient pas de personnel suffisant.
Deux salles de soins étaient en litige.
Seulement 35 salles de soins étaient médicalisées à plein temps, pour le reste, 133 étaient médicalisées à temps partiel et pas moins de 100 ne l'étaient pas du tout.